# アルゲランダー (小惑星)
アルゲランダー（英語：1551 Argelander）は、小惑星帯に位置する小惑星。フィンランド南西部の都市トゥルクで、ユルィヨ・バイサラによって発見された。
19世紀に活躍したドイツの天文学者で、世界最初の近代的星表「ボン掃天星表」を作成したフリードリヒ・ヴィルヘルム・アルゲランダーに因んで命名された。